# Cahul
Cahul (ruski:  Kagul/Кагул) je grad u Moldaviji i središte istoimenog distrikta.

## Povijest
Vjeruje se da je Cahul naseljen već mnogo stoljeća, iako je imao nekoliko različitih imena tijekom godina. Ime Scheia (stari rumunjski naziv za "bugarski") zabilježeno je 1502., a ime Frumoasa ("lijepa" na rumunjskom) zabilježeno je u 1716. moderni naziv je dobio prema obližnjem naselju Kagul nakon bitke kod Kagula.
Grad se nalazi na mjestu na kojemu su u povjesti često događale vojne bitke. Bio je pod vlasti raznih zemalja poput Kneževine Moldavije, Rusije i Osmanskog Carstva. 
Grad je bio dio Moldavije prije 1812. godine, zatim Rusije 1812. – 1856.,  te ponovno Moldavije/Rumunjske 1856. – 1878. Od 1878. do 1918. dio je Rusije, a zatim opet Rumunjske 1918. – 1940., te Sovjetskog Saveza od 1940. do 1941. Za vrijeme Drugog svjetskog rata dio je Rumunjske, a od 1944. do 1991. Sovjetskog Saveza te na kraju Moldavije od 1991. do danas. Osim bitaka koje su vodile na njegovom području, Cahul je također poznat po svojim toplicama i narodnom glazbom.

## Stanovništvo
Prema podacima iz 1920. broj stanovnika procjenjivao se na 12.000. U gradu su živjeli Rumunji, Židovi, Nijemci, Bugari i Grci. Prema popisu stanovništva iz 2004. u gradu je živjelo 35.488 stanovnika (1.317 stanovnika živi u naselju Cotihana), prema čemu je Cahul šesti po veličini grad u Moldaviji.
- Etnički sastav prema popisu stanovništa iz 2004. godine.[1]

| Etnička grupa                                                              | Stanovnika | %            |
| -------------------------------------------------------------------------- | ---------- | ------------ |
| starosjedioci izjašnjeni kao Moldavci starosjedioci izjašnjeni kao Rumunji | 21.181 272 | 59,68% 0,77% |
| Rusi                                                                       | 6.071      | 17,11%       |
| Ukrajinci                                                                  | 3.918      | 11,04%       |
| Bugari                                                                     | 2.366      | 6,67%        |
| Gagauzi                                                                    | 1.157      | 3,26%        |
| Židovi                                                                     | 39         | 0,11%        |
| ostali                                                                     | 484        |              |
| ukupno                                                                     | 35.488     | 100%         |

## Gradovi prijatelji
- Medgidia, Rumunjska
- Vaslui, Rumunjska

## Vanjske poveznice
- Stranica distrikta